# Mihály Toma
Mihály Toma (ur. 6 marca 1948 w Nagybánhegyes) – węgierski zapaśnik walczący w stylu klasycznym. Dwukrotny olimpijczyk. Zajął piętnaste miejsce w Montrealu 1976, gdzie walczył w obu stylach w wadze 74 kg. Szósty w Moskwie 1980 w kategorii 82 kg.
Brązowy medalista mistrzostw świata w 1975, a czwarty w 1974. Czwarty na mistrzostwach Europy w 1975 i 1981 roku.
- Turniej w Montrealu 1976 - styl klasyczny

Przegrał z Janko Szopowem z Bułgarii i Anatolijem Bykowem z ZSRR.
- Turniej w Montrealu 1976 - styl wolny

Przegrał Janczo Pawłowem z Bułgarii i Rumunem Marinem Pîrcălabu.
- Turniej w Moskwie 1980

Pokonał Miroslava Janotę z Czechosłowacji, a przegrał z Pawełem Pawłowem z Bułgarii i Giennadijem Korbanem z ZSRR.
Jego brat Ferenc Toma również był zapaśnikiem, olimpijczykiem z 1976.